# Afrololigo mercatoris
Afrololigo mercatoris is een inktvissensoort uit de familie van de Loliginidae. De wetenschappelijke naam van de soort werd voor het eerst geldig gepubliceerd in 1941 door Adam.